# طراح شخصیت

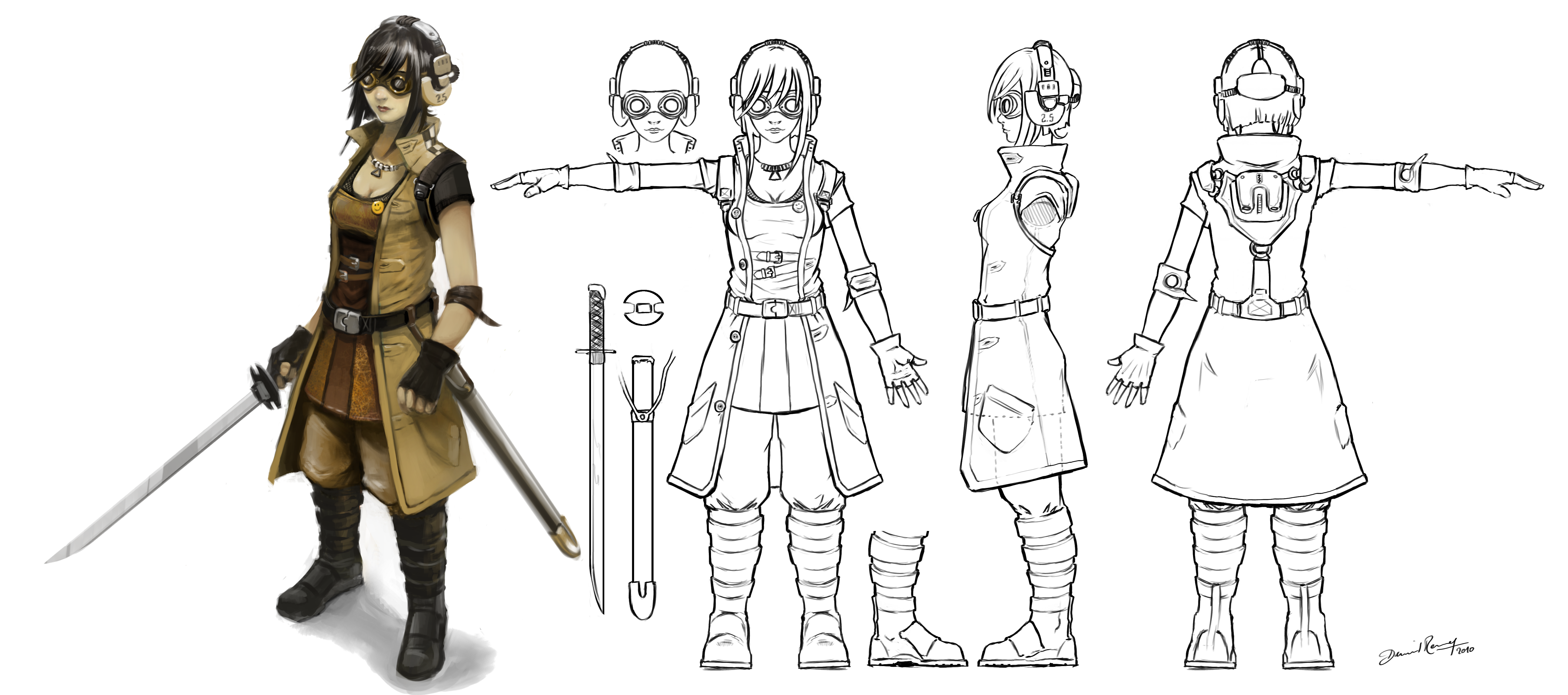
نمونه برگه مدل از آموزش

طراح شخصیت (انگلیسی: Model sheet) تخته شخصیت، برگ شخصیت یا مطالعه شخصیت، سندی است که برای کمک به استانداردسازی ظاهر، ژست‌ها، و حرکات یک شخصیت (فعالیت‌های هنری) در هنرهایی مانند پویانمایی، کمیک و بازی ویدئوییها استفاده می‌شود.